# Klänglilja
Klänglilja (G. superba) är en art i familjen tidlöseväxter. Den förekommer i tropiska områden i både Afrika och Asien och kan odlas som krukväxt i Sverige.
Arten har en knöllik jordstam. Stjälkarna är ofta klängande, till 2,5 meter. Bladen är strödda, motsatta eller kransställda, skaftlösa, ofta med ett klänge i toppen.
Blommorna kommer i bladvecken och är hängande. Kalkbladen är fria, bakåtdragna, gula till röda eller purpurfärgade, ofta tvåfärgade. Kalkbladskanterna kan vara släta, krusiga eller vågiga. Ståndarna strålar utåt och pistillen är böjd i en rät vinkel vid basen. Hela växten är giftig men koncentrationen är störst i rotstocken .
Två varieteter erkänns; var. superba och var. graminifolia.

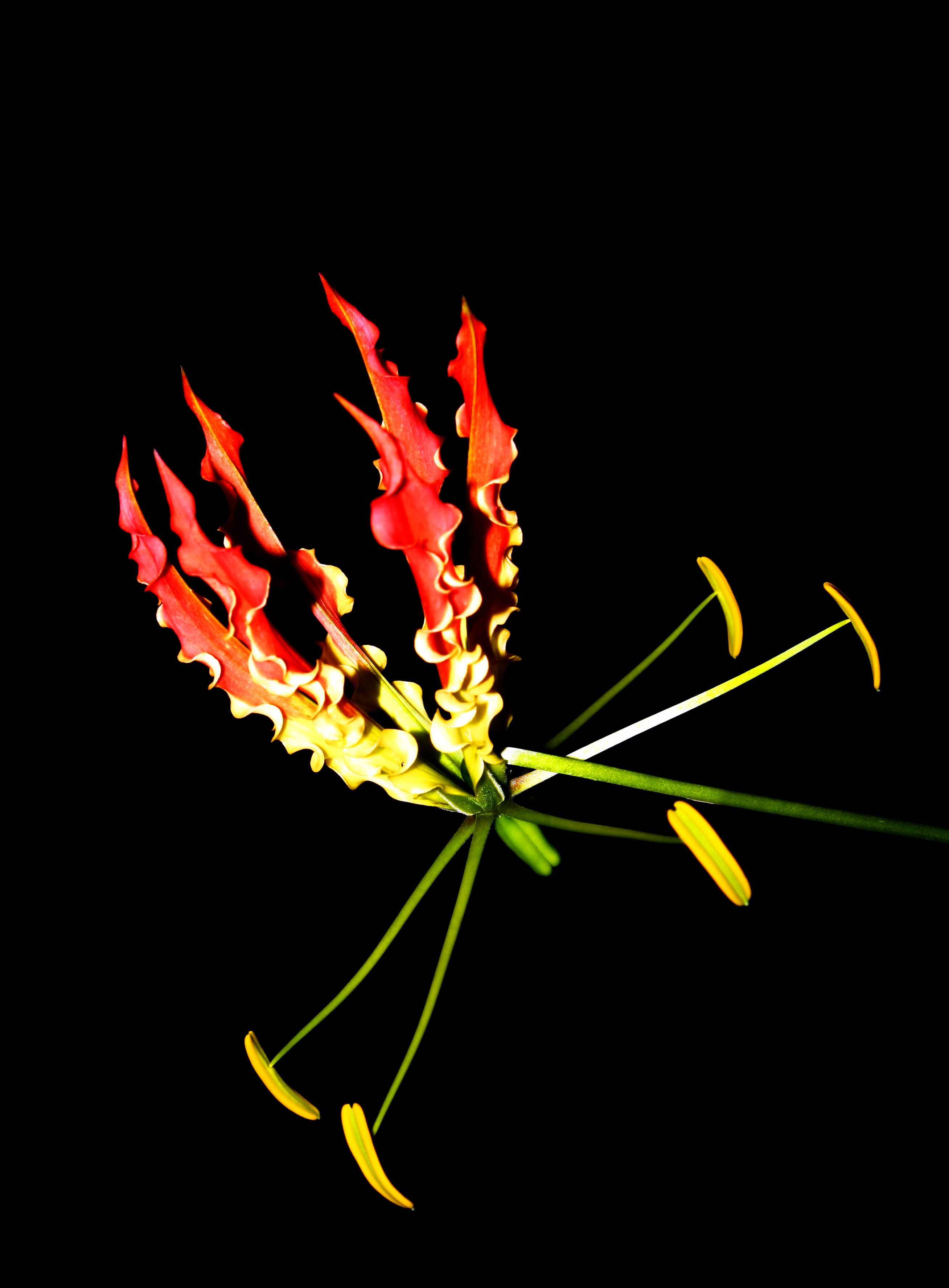
Gloriosa superba

## Odling
Knölarna planteras vågrätt några cm under jordytan. Behöver en väldränerad, näringsrik jord och hålls jämnt fuktig under tillväxtperioden. Placeras i sol eller halvskugga. Vintertid förvaras knölarna helt torrt.

## Sorter
Några av de gamla artnamnen används som sortnamn för att skilja olika typer som förekommer i odling.
'Abyssinica' - blommor djupt gula med släta kanter, 6-7,5 cm i diameter.
'African Gold' - blommor mörkt gula till orange, 15 cm hög.
'Carsonii' - blommorna är mer eller mindre roströda eller purpurbruna med gula kanter och bas. 200 cm.
'Citrina' - blommor gula med djupt purpur markeringar. Kanter vågiga.
'Grandiflora' - blommor djupt orange. Lik 'Simplex' men har större blommor och smalare blomblad.
'Greenii' - blommor gulgröna.
'Komos Gold Wing' - blommor mörkt gula, 150 cm.
'Lutea' - blommor ljusgula, kanter krusiga.
'Nana' - en dvärgsort.
'Oriental Super' - namnet används om det som tidigare representerade G. superba i strikt bemärkelse.
'Simplex' - ('Plantii', 'Virescens') blommor orangeröda med gul bas och undersida, något vågig i kanterna.
'Verschuurii' - blommor röda med gula kanter. 100 cm.ó
'Wilhelmina Green' - blommor gulgröna.

## Synonymer
var. superba
Gloriosa abyssinica A.Rich.
Gloriosa angulata Schum.
Gloriosa aurea Chiov.
Gloriosa caerulea Mill.
Gloriosa carsonii Baker
Gloriosa cirrhifolia Stokes 
Gloriosa doniana Schult.f.
Gloriosa graminifolia var. heterophylla Chiov.
Gloriosa grandiflora (Hook.) O'Brien
Gloriosa leopoldii van Houtte & Voss
Gloriosa leopoldii O'Brien
Gloriosa lutea Hort.
Gloriosa luxurians Lour. ex Gomes
Gloriosa nepalensis G.Don
Gloriosa plantii Loud.
Gloriosa ×rockefelleriana Stehle & M.Stehle
Gloriosa simplex L.
Gloriosa simplex D.Don
Gloriosa superba var. angustifolia Baker
Gloriosa verschuurii Hoog
Gloriosa virescens Lindl.
Methonica grandiflora Hook.
var. graminifolia (Franchet) Hoenselaar 
Gloriosa abyssinica var. graminifolia Franchet
Gloriosa baudii Chiov.
Gloriosa graminifolia (Franchet) Chiov.
Gloriosa minor Rendle
Littonia baudii (Chiov.) A.Terracc.